# Pseudopanurgus horizontalis
Pseudopanurgus horizontalis är en biart som först beskrevs av Swenk och Cockerell 1907.  Pseudopanurgus horizontalis ingår i släktet Pseudopanurgus och familjen grävbin. Inga underarter finns listade i Catalogue of Life.